# Napoli velata
Napoli velata è un film del 2017, diretto da Ferzan Özpetek.

## Trama
(Adele, tirando il velo durante il parto dei femminielli)
Durante il tradizionale "parto dei femminielli" Adriana, medico legale, viene sedotta dal giovane Andrea. I due passano una focosa notte d'amore, e il ragazzo le dà appuntamento la sera stessa, facendole capire che vorrebbe frequentarla. Tuttavia Andrea non si presenta all'incontro, lasciando Adriana molto delusa. Il giorno successivo, esaminando il cadavere di un ragazzo trovato ucciso e brutalmente privato dei bulbi oculari, Adriana vi riconosce proprio Andrea.
La donna è sconvolta dall'accaduto, anche perché scopre che il giovane le aveva scattato numerose fotografie mentre dormiva totalmente nuda dopo il rapporto sessuale; cerca così di indagare sul suo omicidio, aiutata dal fedele amico Pasquale e osteggiata dalla zia Adele. Ben presto si rende conto che qualcuno le sta alle calcagna, probabilmente perché Andrea ha nascosto qualcosa in casa sua durante la notte che hanno passato insieme. Al funerale di Andrea, incontra le ambigue Ludovica e Valeria, una coppia di antiquarie che sembrano volerla dissuadere dal proposito di scavare troppo in profondità nel caso. Nel frattempo, Adriana inizia a percepire la presenza di una persona identica ad Andrea; convinta che si tratti di un fantasma, su consiglio della fidata amica Catena arriva a consultare Donna Assunta, una fattucchiera che le dà un oscuro responso.
Una notte Adriana si imbatte in un ragazzo identico ad Andrea, che però dichiara di essere Luca, il gemello del ragazzo perduto da tanto tempo. Luca si trova a Napoli per incontrare il fratello mai conosciuto. Adriana lo accoglie in casa sua e tra i due si instaura un rapporto morboso, con Luca che diventa violentemente possessivo. Allo stesso tempo Antonio, vice del commissario che si occupa del caso, passa ad Adriana delle informazioni sull'omicidio di Andrea, il quale aveva un'attività segreta di contrabbando d'arte. Adriana trova poi dei numeri scritti da Andrea sullo specchio di casa sua: in un primo momento è convinta che si tratti di ciò che l'assassino cercava, ma indagando su di essi si accorge che il loro significato è molto più oscuro e sembra rimandare proprio alla città di Napoli.
Il rapporto tra Adriana e Luca diventa sempre più torbido, e il ragazzo diventa geloso di chiunque, specialmente di Antonio. Intanto l'indagine prosegue, ma ormai per la donna assume i connotati di un viaggio all'interno del suo passato: Adele, visto ormai sollevato il velo sugli eventi passati, narra alla nipote della relazione che aveva avuto con suo padre Domenico, che aveva condotto la madre Isabella alla follia. Pasquale si incontra con Adriana per parlarle delle ricerche sui numeri trovati sullo specchio e metterla in allarme, ma durante l'incontro muore improvvisamente. Dopo l'autopsia, la sua collega Liliana la informa che è morto d'infarto, ma Adriana è molto sospettosa e ipotizza sia stato avvelenato. Scopre inoltre da Rosaria, il commissario di polizia che si occupa del caso, che Andrea è stato ucciso per aver venduto un reperto contraffatto.
Al funerale di Pasquale, Adele, sconvolta, lancia una pesante accusa nei confronti di Napoli, bollandola come "assassina dei suoi stessi figli"; ciò dà ad Adriana la chiave per ripensare al suo passato e rivivere la scena, a cui aveva assistito da bambina, dell'omicidio di Domenico da parte di Isabella, che si era poi suicidata. La donna riesce finalmente ad accettare con serenità il tragico avvenimento. Adriana affronta così Luca, che si rivela una proiezione della sua mente, una personificazione del suo pesante passato. La donna, con l'aiuto di Antonio, riesce finalmente a chiudere i conti con lui e a mandarlo via.
Tempo dopo, Adriana si è licenziata, è in procinto di traslocare e ha intrapreso una relazione con Antonio. Durante una cerimonia di premiazione alla Cappella Sansevero, in onore di Ludovica e Valeria, Adriana incontra l'ex-collega Liliana, scoprendo che conosce le due antiquarie, le quali ribadiscono nuovamente la necessità che la verità rimanga velata come il famoso Cristo. Mentre se ne va, una custode le porge un oggetto: è un portafortuna a forma di occhio appartenuto a suo padre, che le era stato donato da Adele e che lei a sua volta aveva dato a Luca. La custode le dice che l'oggetto era caduto al ragazzo entrato con lei, ma lei afferma di essere andata alla cerimonia da sola. Consapevole che non potrà mai conoscere la verità, ma serena nell'accettarlo, Adriana cammina per le strade di Napoli.

## Produzione

### Sceneggiatura
Özpetek ha dichiarato che la genesi del film è scaturita dopo un incontro avvenuto ad una cena con la sua attrice feticcio Serra Yılmaz; il regista si era intrattenuto a parlare con una ragazza, da lui definita «molto interessante» e «molto sensuale», che a fine serata se ne era andata rivelando di essere un medico legale: «Mi sorprese il contrasto fra quella personalità così seduttiva e un lavoro così freddo, razionale. Da quell'incontro ho iniziato a costruire questa storia.» Ha lavorato sul soggetto per dieci anni.
Durante il periodo trascorso a Napoli per la regia de La traviata, portata in scena al Teatro di San Carlo, Özpetek ha incontrato persone che gli hanno fatto scoprire aspetti della città che non conosceva, rimanendo colpito dalla somiglianza che la legava a Istanbul, sua città natale: «sono simili per il sentimento delle persone e per il loro atteggiamento, poi entrambe hanno il mare. Ci sono legami strani.» Il regista è inoltre rimasto impressionato dal «forte senso di morte» che aleggia a Napoli, «ma i napoletani ci giocano e la fanno diventare una cosa di cui non avere paura» ha affermato. Per questo motivo ha deciso di ambientarci un film a tinte noir, volendosi inoltre distaccare dalle rappresentazioni stile Gomorra della città.
La stesura della sceneggiatura è durata due anni ed è stata scritta con l'aiuto di Valia Santella e Gianni Romoli, storico cosceneggiatore e produttore del regista. Romoli ha affermato che durante la stesura della sceneggiatura non vi è stata da parte di alcuno l'intenzione di inserire consapevolmente delle citazioni cinematografiche. Gli elementi della «tradizione del giallo al femminile», nata grazie alle opere di Francesco Barilli, Luigi Bazzoni e Dario Argento, «in cui le protagoniste soffrono di disturbi mentali e sdoppiamenti», afferma Romoli, sono una «specificità tutta italiana» e sono stati inconsapevolmente inseriti in sceneggiatura perché entrati ormai a far parte dell'immaginario collettivo.
Özpetek ha annunciato questo progetto alla 73ª Mostra internazionale d'arte cinematografica di Venezia, quando la sceneggiatura era ancora da ultimare. La scelta del titolo si è basata su un termine e una tematica, quella del "velo", che il regista ha incontrato varie volte connesso all'intera città di Napoli, non solo quindi al famoso Cristo velato. Per Özpetek il "velo" indica il «fatto che per capire meglio la città e lo spettacolo bisogna più intravedere che sentire.»

### Cast

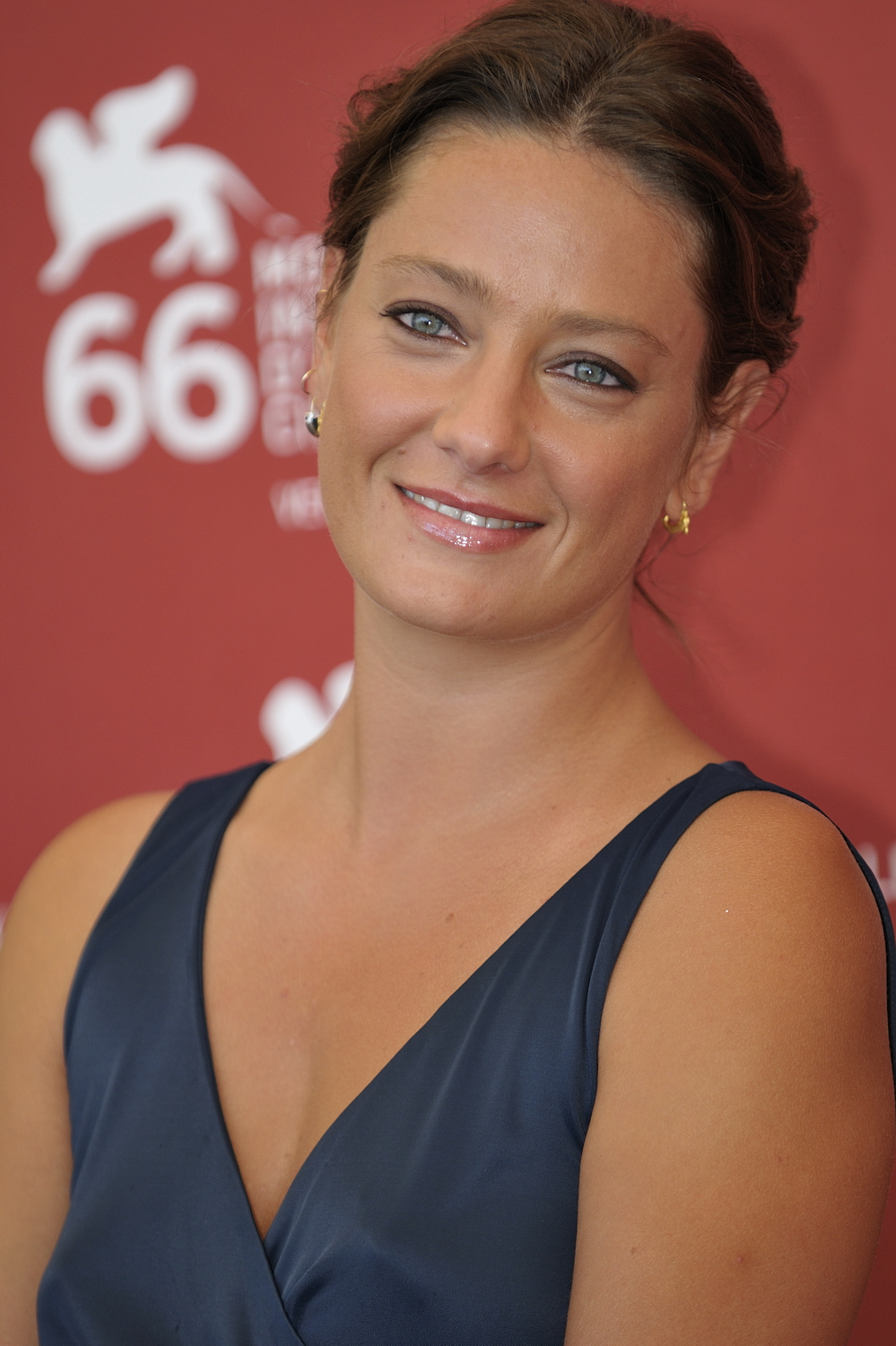
Giovanna Mezzogiorno con Napoli velata segna la sua seconda collaborazione con Özpetek quindici anni dopo La finestra di fronte.

Giovanna Mezzogiorno interpreta la protagonista Adriana. L'attrice ha raccontato di essere stata contattata dal regista alla fine della stesura del soggetto nell'estate 2015, perché Özpetek aveva «bisogno di un volto» preciso per poter scrivere al meglio la sceneggiatura. Giovanna ha accettato, colpita dalla storia definita da lei come «profonda» e «irrinunciabile». Il regista è rimasto estremamente soddisfatto della prova d'attrice di Giovanna Mezzogiorno: «Ci sono tante attrici bravissime, ma questo ruolo era giusto per lei. Ho avuto una sensazione reale, vedendo poi il film: non sa nemmeno lei quanto è straordinaria.»
Mezzogiorno ha descritto il suo personaggio come «un ruolo molto complesso che comprende molti aspetti: femminilità, passione fisica, solitudine, disagio mentale. Una professionista, una donna borghese che permette di mostrare interni di una Napoli che non vengono visti molto spesso, con atmosfere stranissime, cariche di storia, oscure e affascinanti, ambienti ricchissimi e sfarzosi.»
Alessandro Borghi interpreta Andrea, giovane sub immischiato in un commercio d'arte clandestino, che seduce Adriana, venendo poi ucciso il giorno dopo aver passato una notte di passione con lei. Borghi è stato il primo attore ad aver fatto il casting per il ruolo e il regista ha affermato di averlo scelto subito, colpito da un inconsapevole guizzo di malvagità nei suoi occhi, ma ha comunque provinato altri attori. Borghi è stato definito da Özpetek «un rompiscatole» per le tante domande che gli rivolgeva sul ruolo: «Poi si è lasciato andare», ha precisato il regista, «pretende molto, e tira fuori l'istinto. Dopo la testa ha mostrato il cuore e ha vinto.»

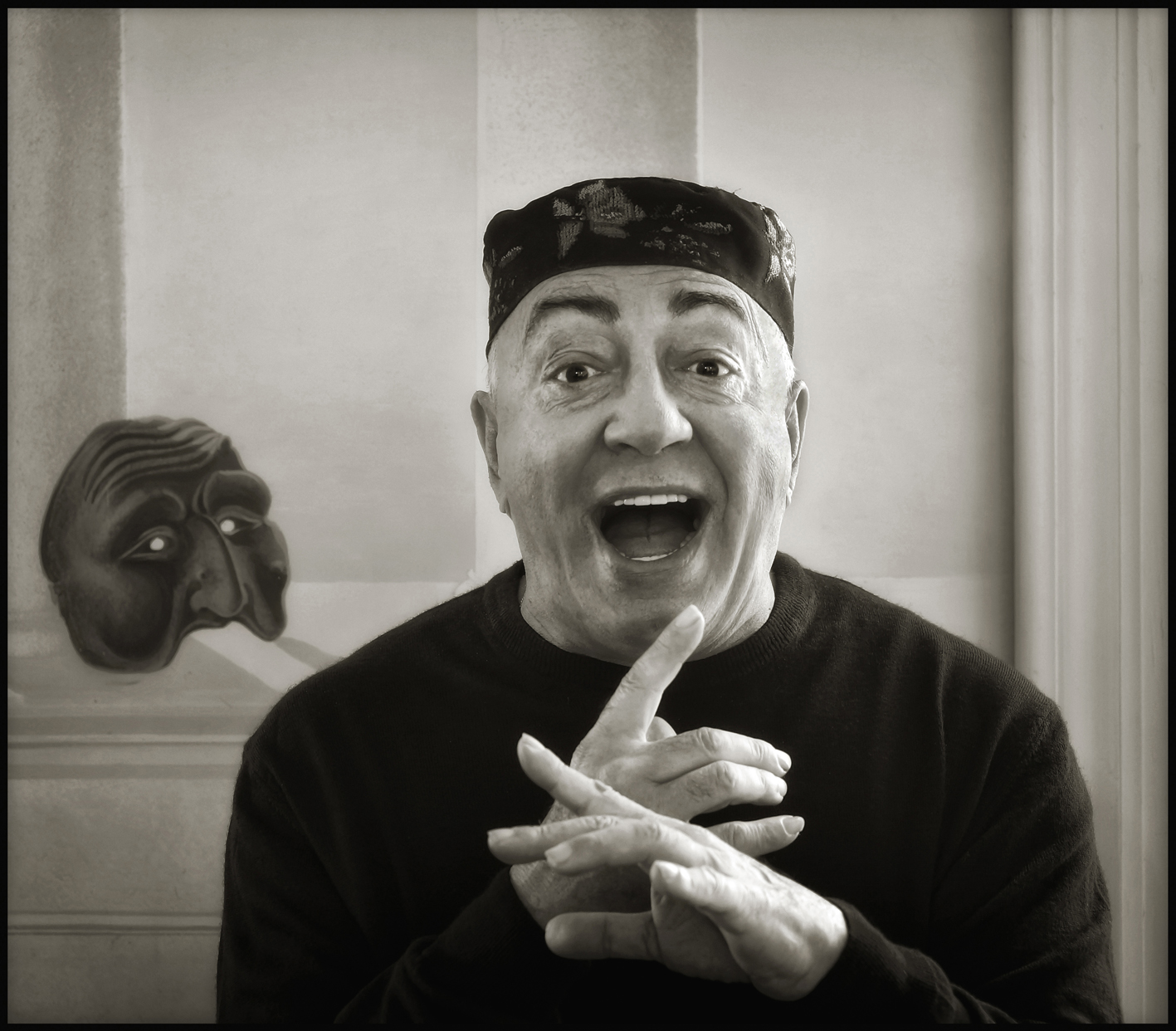
L'attore e cantante Peppe Barra

Alla sua prima collaborazione con il regista, l'attore l'ha definita «un'esperienza bellissima.» Capendo che con questo personaggio aveva la possibilità «di fare qualcosa di completamente diverso» da ciò che aveva interpretato fino a quel momento. Borghi è arrivato sul set dopo tre settimane di riprese per precedenti impegni lavorativi. Ha dichiarato di essersi ad un certo punto lasciato guidare dal regista dopo essersi «un po' perso»: solo a fine riprese ha avuto chiara la complessità del film.
Il cast comprende come comprimari attori della scena napoletana, alcuni dei quali alla loro prima collaborazione con il regista italo-turco. Anna Bonaiuto è stata scelta per interpretare Adele, la zia altoborghese di Adriana che nasconde alla nipote un importante segreto di famiglia. Bonaiuto è conosciuta per essere la protagonista del film di ambientazione napoletana L'amore molesto di Mario Martone, tratto dall'omonimo romanzo di Elena Ferrante.
L'«icona gay dello spettacolo partenopeo» Peppe Barra, cantante e attore quasi esclusivamente teatrale, interpreta il ruolo di Pasquale, storico frequentatore del salotto di Adele e amico della sua famiglia. Barra ha descritto il proprio personaggio come «una figura materna per Adriana, la protagonista, un po' come è Napoli per chi la ama e la vive.»

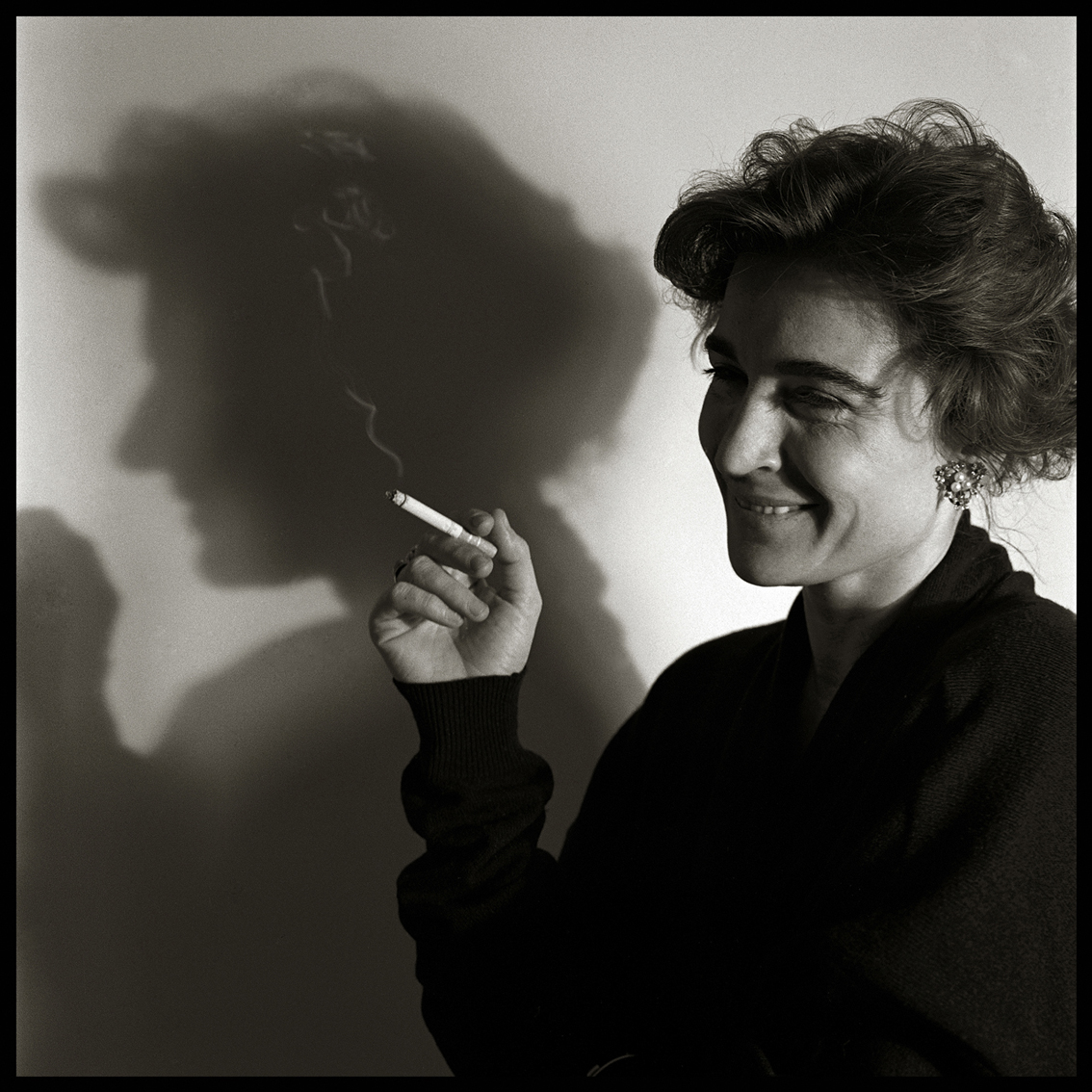
L'attrice Lina Sastri

Maria Pia Calzone, anch'ella alla prima esperienza, interpreta Rosaria, il commissario di polizia che indaga sull'omicidio di Andrea. Durante la conferenza stampa ha rivelato di aver lavorato sul rapporto tra femminilità e mascolinità: «l’essere donna e il vivere in un mondo un po’ "scomodo"», riguardo al lavoro prettamente maschile che svolge il suo personaggio. Ha lavorato in maniera opposta Biagio Forestieri che interpreta il poliziotto Antonio. L'attore si è concentrato sugli aspetti di comprensione, accoglienza e componente materna che caratterizzano il suo personaggio, il quale instaura un rapporto empatico con quello di Giovanna Mezzogiorno.
Altra attrice alla prima esperienza con il regista è Lina Sastri che gli si è detta grata per averla «messa in discussione e tolta dalla comodità», regalandole una «situazione di "disagio" che è importante e meravigliosa per un’attrice.» Nel film, in cui è stata fatta bionda stravolgendo il suo «aspetto mediterraneo», Sastri interpreta Ludovica che assieme a Valeria, personaggio interpretato da Isabella Ferrari (già alla terza collaborazione con Özpetek) formano una coppia di fatto di misteriose e inquietanti antiquarie.
Altri attori che hanno già lavorato con il regista sono Luisa Ranieri che interpreta il ruolo di Catena, espansiva e vitale amica di Adriana; Carmine Recano, che nei flashback svolge il ruolo del giovane padre di Adriana, Domenico, ucciso dalla moglie Isabella, a sua volta interpretata da Mezzogiorno, che nello stesso film recita nel ruolo della figlia e della madre; e Loredana Cannata nel ruolo della collega di Adriana. In piccoli ruoli significativi vi sono anche Maria Luisa Santella, che interpreta una Donna Assunta, una moderna Sibilla bloccata a letto, e Angela Pagano nel piccolo ruolo finale di custode della Cappella Sansevero.

### Riprese

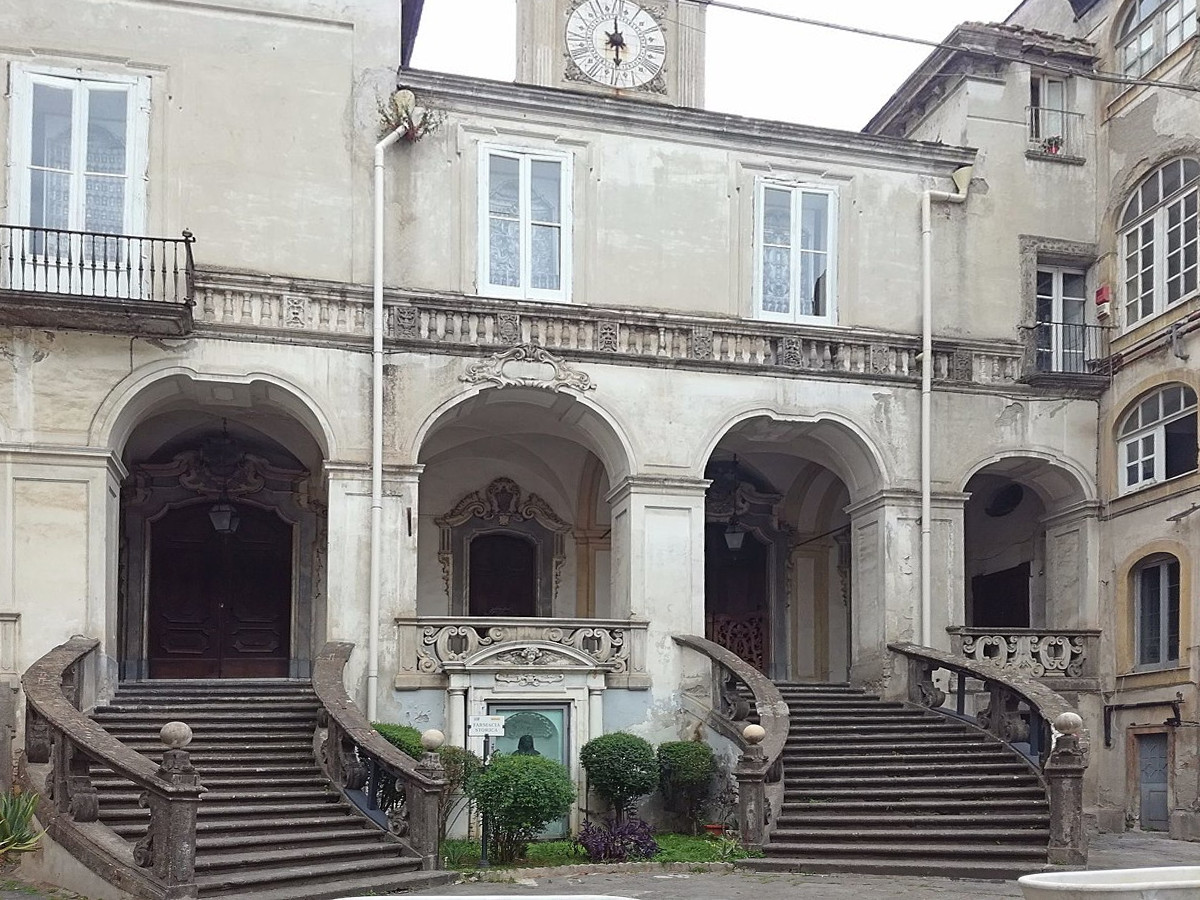
Le scale di accesso alla farmacia degli incurabili, dove Adriana comunica a Pasquale i presunti numeri scritti da Andrea sullo specchio del bagno

Le riprese si sono svolte interamente a Napoli e sono iniziate il 13 maggio 2017. Il 1º luglio 2017, con un post su Facebook, Özpetek ha annunciato la fine delle riprese.
Le riprese sono state effettuate in vari luoghi della città di Napoli. È stata scartata dal regista l'iniziale ipotesi di girare qualche scena anche al cimitero delle Fontanelle, per poi rinunciare definendolo una location fin «troppo abusata». Sono stati mantenuti invece altri luoghi famosi della città. Alcune scene sono state girate al museo archeologico nazionale di Napoli, in particolare nella "stanza segreta" dove Adriana ha appuntamento con Andrea; l'interno e l'esterno della farmacia degli incurabili, dove lavora Pasquale; nel castel Sant'Elmo, dove si svolge la scena della tombola vajassa tra femminielli; la Galleria Principe dove suonano i Bottari, gli amici di Pasquale, Adriana e Catena; e la Cappella Sansevero, dove si ambienta l'ultima parte del film.

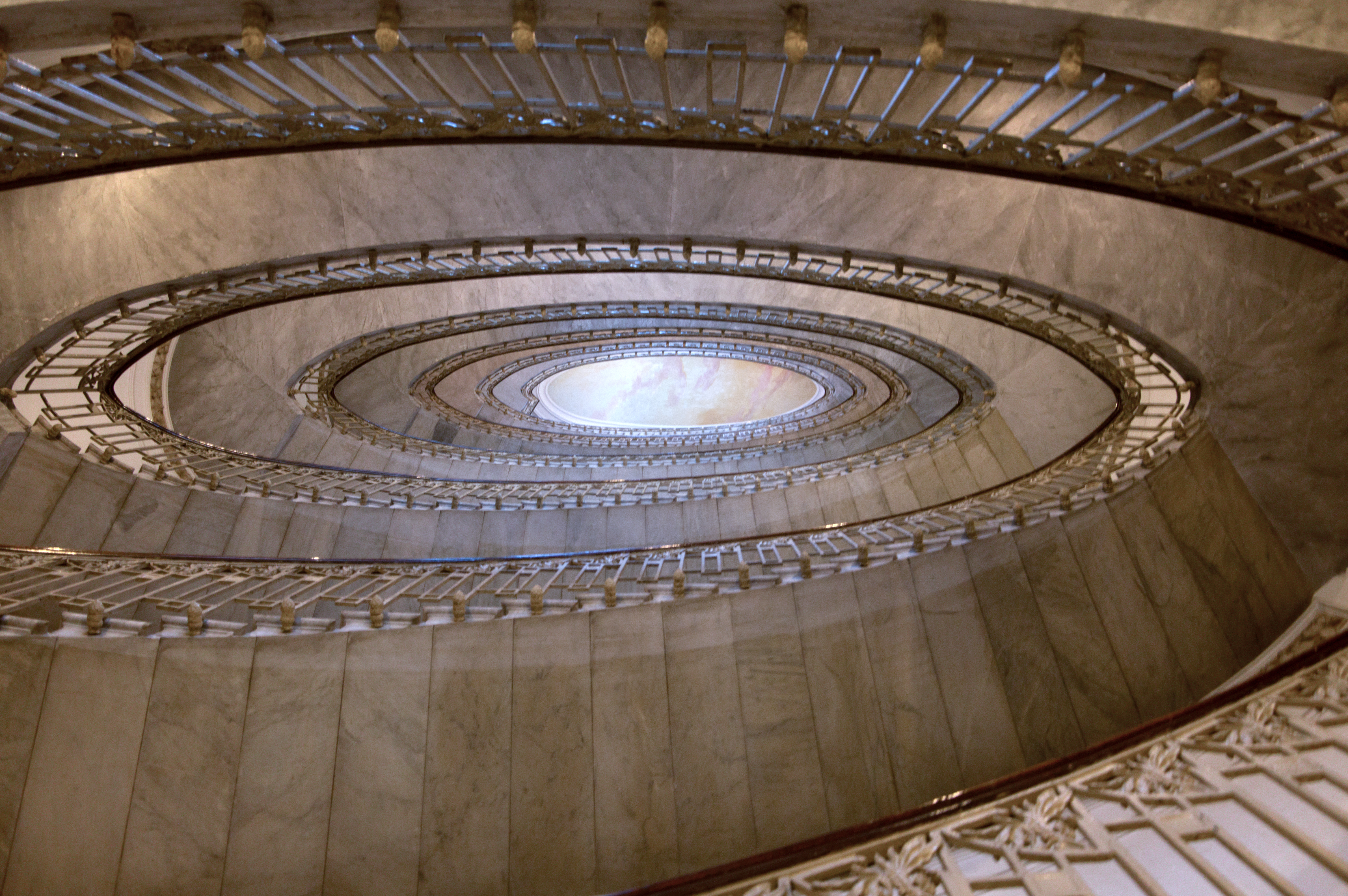
La scala elicoidale di palazzo Mannajuolo

Sono state inoltre effettuate riprese in alcune stazioni della metro di Napoli: Garibaldi, Municipio, Toledo (dove Adriana vede per la prima volta Luca) e Università. Le scene della santona donna Assunta sono invece state girate nell'ex convento napoletano vicino a via San Nicola al Nilo, oggi Santa Fede Liberata. Mentre per creare l'appartamento della protagonista Adriana, Özpetek ha usato l'abitazione privata di una sua amica, «che si è prestata a farsela riarredare completamente» dallo scenografo, per esigenze cinematografiche.
Come casa di Adele, zia di Adriana, il regista ha unito una serie di elementi provenienti da luoghi diversi. Le scene all'interno dell'appartamento sono state girate a palazzo Sanchez de Leon già apparso al cinema come set di soli due film: L'oro di Napoli e Viaggio in Italia, appartenente al principe Caracciolo, che ha dato il permesso ad Özpetek, di cui è diventato amico, di utilizzare il proprio palazzo come set.
La parte esterna dell'abitazione, in particolare le scale per accedere all'appartamento di Adele
sono quelle di palazzo Mannajuolo, edificio del quartiere Chiaia. Le scale furono progettate dall'architetto Giulio Ulisse Arata, in collaborazione con l'ingegnere Giuseppe Mannajuolo, nel periodo 1909-1911. Altro luogo vicino all'abitazione di Adele secondo il film è piazza del Gesù Nuovo: Adriana attraversa infatti molto spesso la piazza per visitare o uscire da casa di sua zia.

## Colonna sonora
La colonna sonora è interamente curata dal musicista e compositore Pasquale Catalano. L'album della colonna sonora è stato pubblicato il 28 dicembre 2017, stesso giorno della distribuzione del film, su etichetta Fenix Entertainment/ Warner Chappell Music Italiana.
Nell'album sono presenti due brani in dialetto napoletano, Senza voce e Vasame di Enzo Gragnaniello: il primo interpretato da Pietra Montecorvino, il secondo da Arisa. Ferzan Özpetek ha raccontato di aver sentito per la prima volta Vasame eseguita da Peppe Barra accompagnato dalla chitarra, dopo una cena a casa di quest'ultimo durante il periodo di riprese. Rimanendo impressionato dalla canzone, il regista ha voluto inserirla nel film, ma la casa discografica gli ha richiesto un'interprete femminile. Özpetek ha dunque contattato Arisa, cantante da lui apprezzata particolarmente e con cui era già in contatto, chiedendole un'interpretazione intensa con una voce che arriva a sforzarsi.

### Tracce
1. Arisa – Vasame – 4:12
2. Pasquale Catalano – Napoli velata – 2:42
3. Pasquale Catalano – Decumano inferiore – 5:59
4. Souad Massi – Ghir Enta – 5:05
5. Pasquale Catalano – Adriana – 2:57
6. Pasquale Catalano – Museo archeologico – 4:22
7. Pietra Montecorvino – Senza voce – 2:29
8. Pasquale Catalano – Il corpo mirabile – 3:28
9. Pasquale Catalano – Obitorio – 0:29
10. Stany Roggiero & I Bottari della Cantica Popolare – Ritmo terra e cuore – 1:34
11. Pasquale Catalano – Stazione toledo – 2:13
12. Pasquale Catalano – Luca – 3:32
13. Pierre Terrasse – Sexy rouge – 3:25
14. Pasquale Catalano – Porta Nolana – 1:37
15. Pasquale Catalano – Cappella Sansevero – 1:37
16. Lino Cannavacciuolo – Tanos – 4:38
17. Pasquale Catalano – Lost Adriana – 2:56

## Promozione
(Slogan del film)
Il primo teaser trailer del film è stato diffuso il 27 ottobre 2017 seguito il 13 novembre successivo dal primo teaser poster, raffigurante l'occhio porta fortuna, oggetto che ha un ruolo incisivo nella trama del lungometraggio.
Il trailer esteso è stato diffuso il 24 novembre 2017 a cui ha fatto seguito il 30 novembre la pubblicazione della locandina ufficiale raffigurante Giovanna Mezzogiorno e Alessandro Borghi. Il 15 dicembre 2017 sono stati infine pubblicati i character poster dei personaggi interpretati da Mezzogiorno e Borghi.

## Distribuzione
La pellicola è stata distribuita in 350 copie nelle sale cinematografiche italiane a partire dal 28 dicembre 2017.

## Accoglienza

### Incassi
Nel primo fine settimana di programmazione nelle sale cinematografiche, il film ha debuttato al quarto posto con un incasso di 1 560 503 €.

## Riconoscimenti
- 2018 – Ciak d'oro[26][27]
  - Miglior scenografia a Ivana Gargiulo e Deniz Gokturk Kobanbay
  - Migliori costumi a Alessandro Lai
  - Candidatura per la Migliore attrice non protagonista a Anna Bonaiuto
  - Candidatura per la Migliore fotografia a Gian Filippo Corticelli
  - Candidatura per il Migliore sonoro in presa diretta a Fabio Conca, Giuliano Marcaccini, Daniele De Angelis
- 2018 – David di Donatello[28][29]
  - Migliore fotografia a Gian Filippo Corticelli
  - Migliore scenografia a Deniz Gokturk Kobanbay e Ivana Gargiulo
  - Candidatura per il miglior regista a Ferzan Özpetek
  - Candidatura per la migliore attrice protagonista a Giovanna Mezzogiorno
  - Candidatura per il migliore attore protagonista a Alessandro Borghi
  - Candidatura per la migliore attrice non protagonista a Anna Bonaiuto
  - Candidatura per il migliore attore non protagonista a Peppe Barra
  - Candidatura per la miglior colonna sonora a Pasquale Catalano
  - Candidatura per i migliori costumi a Alessandro Lai
  - Candidatura per il miglior trucco a Roberto Pastore
  - Candidatura per il miglior sonoro a Fabio Conca
- 2018 – Nastro d'argento[30]
  - Migliore fotografia a Gian Filippo Corticelli[31]
  - Candidatura per il miglior regista a Ferzan Özpetek
  - Candidatura per la migliore attrice protagonista a Giovanna Mezzogiorno
  - Candidatura per il migliore attore non protagonista a Peppe Barra
  - Candidatura per la migliore scenografia a Ivana Gargiulo
  - Candidatura per i migliori costumi a Alessandro Lai
  - Candidatura per il migliore sonoro in presa diretta a Fabio Conca
  - Candidatura per la migliore colonna sonora a Pasquale Catalano
- 2018 – Premio Flaiano[32]
  - Miglior regia a Ferzan Özpetek

## Espedienti narrativi

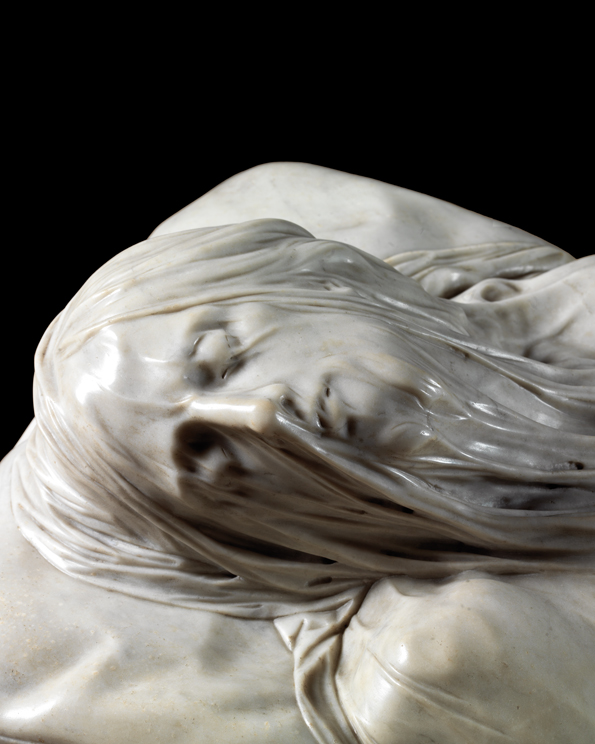
Cristo velato

Essenziale nel film è il tema del velo, a cui il regista ha dato estrema importanza. Utilizzato durante il rito apotropaico della "figliata" dei femminielli, a cui Özpetek ha potuto assistere e che ha inserito nel lungometraggio, il velo permette di intravedere soltanto il momento culminante con il parto: «La verità non va guardata in faccia nuda e cruda ma la devi sentire, intuire. Il velo non occulta, ma svela.»
Il tema ricorre in tutto il film ed è possibile trovarlo nell'ospedale degli incurabili, dove Pasquale, il personaggio interpretato da Peppe Barra, fa da guida turistica e spiega che il percorso esoterico d'iniziazione massonica con cui l'edificio era stato costruito attraversava un velo scolpito sorretto da tre angioletti, rappresentante i misteri della magia e dell'alchimia, per poi concludersi davanti al bassorilievo dorato raffigurante un utero velato. Infine la scena finale del film si svolge nella Cappella Sansevero, ideata dallo studioso e alchimista Raimondo di Sangro, principe di Sansevero, in cui è posta la scultura del Cristo velato realizzata da Giuseppe Sanmartino nel 1753.
Altro tema affrontato dal regista è quello simbolico della scala, da lui definita «un elemento ricorrente di Napoli». Citando il film Passion di Brian De Palma, nel prologo Özpetek inquadra vorticosamente una scala di palazzo Mannajuolo, che psicologicamente secondo il regista «richiama l’utero, l’occhio, la coscienza», tutte componenti toccate a più riprese nel film. Alcuni critici hanno visto nell'introduzione del film un omaggio ai film di Alfred Hitchcock e ai gialli anni settanta di Dario Argento, come Profondo rosso.